# Kagi-Nawa

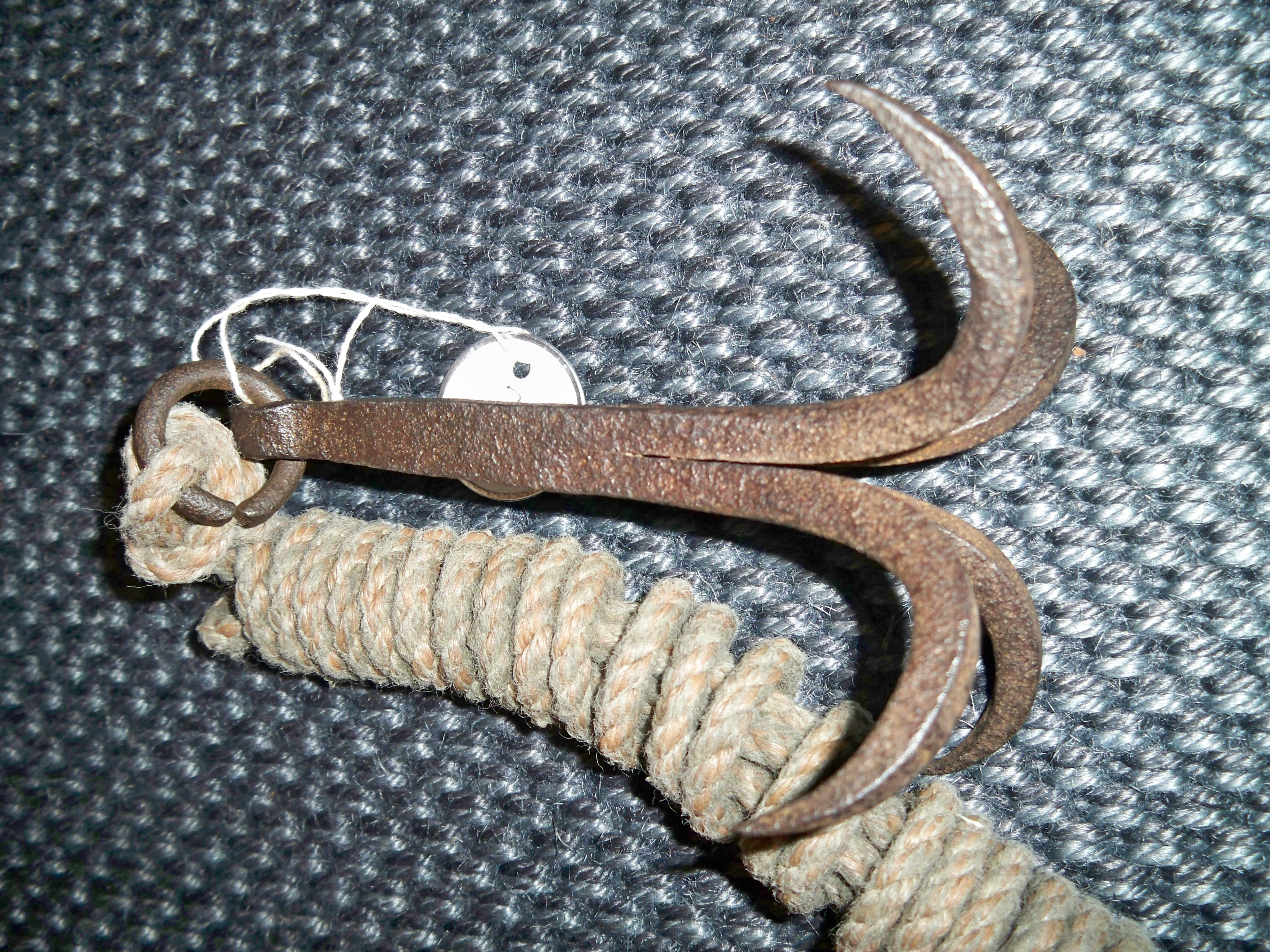
Kaginawa Wurfanker

Der Kagi-Nawa (japanisch 鉤縄 Wurfanker) ist eine japanische Hiebwaffe und gleichzeitig ein Werkzeug.

## Beschreibung
Der Kagi-Nawa besteht aus einem mehrzinkigen Haken aus Metall, an dem ein etwa 10 Meter langes Seil befestigt ist. Der Anker besteht meist aus Eisen und ist im Querschnitt rund oder quadratisch. Am Ende ist meist eine Öse angebracht, die zur Befestigung des Seils dient.

## Verwendung
Der Kagi-Nawa wurde von den japanischen Soldaten benutzt, um Gebäude und Festungswälle zu erklimmen. Ebenfalls diente er als Mehrzweckwerkzeug, unter anderem, um Boote zu sichern, nachts die Rüstung aufzuhängen oder Hindernisse umzureißen. Er wurde von den Soldaten am Sattel geführt.